# دودمان سلطنتی

سلاطین خاندان عثمانی، خاندان سلطنتی که شش قرن دوام یافت

خاندان سلطنتی یا دودمان سلطنتی یا سلسلهٔ سلطنتی، به توالی بستگان هم‌تبار از یک نیا اطلاق می‌شود که بر یک سلطنت حکم می‌رانند یا در آن دخیل هستند. در حقیقت، یک خاندان سلطنتی متشکل از مجموعه‌ای از خانواده‌های سلطنتی هم‌تبار است که تداوم یافته‌اند. بیشتر دودمان‌های سلطنتی تاریخ از شاخهٔ پدری بوده‌اند. دودمان یاماتو دیرپاترین دودمان سلطنتی مستمر جهان محسوب می‌شود که همچنان در ژاپن برقرار است. اهمیت جایگاه دودمان‌ها در طول زمان به دلیل کاهش نظام‌های سلطنتی، افزایش دموکراسی، رواج سیستم جمهوری و کاهش حضور اعضای منتخب خاندان‌ها در حکومت‌های نوین کاهش یافته است.

## تعریف اجمالی
خاندان سلطنتی دنباله‌ای از خانواده‌های سلطنتی است که همگی از یک دودمان محسوب می‌شوند. تاریخ‌شناسان به‌طور سنتی تاریخ تمدن‌هایی مانند ایران، چین و مصر را در چهارچوب دودمان‌های پشت‌سرهم بررسی می‌کنند. به این ترتیب، اصطلاح «دودمان» ممکن است برای تعیین حدود دورانی از تاریخ آن تمدن‌ها که یک خاندان بر آن سلطنت می‌کرده نیز استفاده شود؛ مانند اصطلاح «دوران اشکانی» و «دوره پهلوی» در ایران. بیشتر تاریخ سیاسی اروپا نیز با شاهانی از دودمان‌های مختلف همچون کارولنژی، کاپت، استوارت، رومانوف و هابسبورگ تعریف می‌شود. تا سدهٔ نوزدهم میلادی، دستاوردهای یک پادشاه با بزرگ کردن دودمان، قلمرو، افزودن ثروت و قدرت اعضای خانواده سلطنتی شناخته می‌شد. پیش از سدهٔ هجدهم، اکثر سلسله‌های سلطنتی در سراسر جهان به‌طور سنتی از شاخهٔ پدری بودند؛ مانند آنهایی که از قانون سالیک فرانکی پیروی می‌کردند. در سیاست‌هایی که مجاز بود، جانشینی از طریق دختر معمولاً سلسلهٔ جدیدی را به نام خانوادگی شوهرش ایجاد می‌کرد. این در تمام پادشاهی‌های باقی‌مانده اروپا تغییر کرده است. جایی که قانون جانشینی و کنوانسیون‌ها نام‌های سلسله‌ای را به‌طور دوژور از طریق یک زن حفظ کرده‌اند.

## فهرست دیرپاترین خاندان‌های سلطنتی
اینجا فهرستی از دیرپاترین دودمان‌های سلطنتی جهان که حداقل ۴۰۰ سال دوام داشته‌اند، به ترتیب مدت برپایی ذکر شده‌اند. دودمان‌های اساطیری یا دینی که توسط سوابق تاریخی تأیید نمی‌شوند، فهرست نشده‌اند؛ مانند دودمان پیشدادیان در ایران و سلسله داوود در اسرائیل. همچنین دودمان‌های افسانه‌ای یا نیمه افسانه‌ای (مانند دودمان شیا در چین) که در دقت تاریخی آنها اتفاق نظر وجود ندارد، ذکر نشده‌اند. برخی از موارد ذکر شده که نام حکومت هستند، به پادشاهان آن حکومت اشاره دارند که از یک سلسله بوده‌اند؛ مانند گوگوریو در اشاره به پادشاهان گوگوریو که همگی از نسل جومونگ بودند. عبارت «(تخمین)» در بخش مدت برپایی، نشان‌دهندهٔ تاریخ تقریبی و غیر دقیق است.
| ترتیب | تاریخ                   | نام دودمان                           | مدت برپایی       |
| ----- | ----------------------- | ------------------------------------ | ---------------- |
| ۱     | ۴۰۰ پ.م – ۱۶۱۸          | دودمان پاندیا                        | ۲۰۱۸ سال (تخمین) |
| ۲     | حدود ۳۰۰ پ.م - ۱۳۰۰     | دودمان چرا                           | ۱۶۰۰ سال (تخمین) |
| ۳     | حدود ۳۰۰ پ.م – ۱۲۷۹     | دودمان چولا                          | ۱۵۷۹ سال (تخمین) |
| ۴     | حدود ۴۹۳ – تاکنون       | دودمان یاماتو                        | ۱۵۳۲ سال         |
| ۵     | حدود ۵۶۶ – ۱۹۴۸         | دودمان گوهیلا                        | ۱۵۱۴ سال (تخمین) |
| ۶     | حدود ۴۹۳ – ۱۹۴۷         | دودمان گنگا شرقی                     | ۱۴۵۴ سال (تخمین) |
| ۷     | حدود ۷۳۰ – ۱۸۵۵         | دودمان بوهتان                        | ۱۱۲۵ سال (تخمین) |
| ۸     | ۹۸۷ – تاکنون            | دودمان کاپت                          | ۱۰۳۸ سال         |
| ۹     | حدود ۷۸۰ – ۱۸۱۲         | دودمان باگراتیونی                    | ۱۰۳۲ سال (تخمین) |
| ۱۰    | حدود ۹۰۰ – ۱۹۳۰         | بورجیگین                             | ۱۰۳۰ سال (تخمین) |
| ۱۱    | ۵۷ پ.م – ۹۳۵            | شیلا                                 | ۹۹۲ سال (تخمین)  |
| ۱۲    | حدود ۱۷۰۰ – ۷۲۲ پ.م     | اداسیان (پادشاهان آشور از نسل اداسی) | ۹۷۸ سال (تخمین)  |
| ۱۳    | ۶۶۵ – ۱۵۹۸              | پادوسپانیان                          | ۹۳۳ سال (تخمین)  |
| ۱۴    | ۱۱۲۸ – ۱۹۷۱             | دودمان کچوهاوا                       | ۸۴۳ سال          |
| ۱۵    | ۱۰۴۶ – ۲۵۶ پ.م          | دودمان ژو                            | ۷۹۰ سال          |
| ۱۶    | ۷۰۵ – ۱۲۲۸؛ ۱۲۶۱ – ۱۵۱۷ | سلسله عباسیان                        | ۷۶۴ سال          |
| ۱۷    | ۸۶۲ – ۱۵۹۸              | دودمان روریک                         | ۷۳۶ سال          |
| ۱۸    | ۱۲۴۳ – ۱۹۷۱             | دودمان راتور                         | ۷۲۸ سال          |
| ۱۹    | ۳۷ پ.م – ۶۶۸            | گوگوریو                              | ۷۰۵ سال          |
| ۲۰    | ۱۲۷۰ – ۱۹۷۴             | دودمان سلیمانی                       | ۷۰۴ سال          |
| ۲۱    | ۶۵۱ – ۱۳۴۹              | باوندیان                             | ۶۹۸ سال          |
| ۲۲    | ۱۸ پ.م – ۶۶۰            | باکجه                                | ۶۷۸ سال          |
| ۲۳    | حدود ۱۳۶۰ – تاکنون      | خاندان بلقیه                         | ۶۶۵ سال (تخمین)  |
| ۲۴    | ۱۲۷۸ – ۱۹۱۴             | خاندان هابسبورگ                      | ۶۳۶ سال          |
| ۲۵    | ۱۲۹۹ – ۱۹۲۲             | خاندان عثمانی                        | ۶۲۳ سال          |
| ۲۶    | ۵۴۳ پ.م – ۶۶            | دودمان ویجایا                        | ۶۰۹ سال          |
| ۲۷    | ۱۲۲۸ – ۱۸۲۶             | دودمان آهوم                          | ۵۹۸ سال          |
| ۲۸    | ۱۴۴۸ – تاکنون           | خاندان اولدنبورگ                     | ۵۷۷ سال          |
| ۲۹    | ۱۶۰۰ – ۱۰۴۶ پ.م         | دودمان شانگ                          | ۵۵۴ سال          |
| ۳۰    | ۱۳۹۲ – ۱۹۱۰             | دودمان چوسان (شامل امپراتوری کره)    | ۵۱۸ سال          |
| ۳۱    | ۱۳۷۰ – ۱۸۵۷             | دودمان تیموری (شامل گورکانیان هند)   | ۴۸۷ سال          |
| ۳۲    | ۹۱۸ – ۱۳۹۲              | گوریو                                | ۴۷۴ سال          |
| ۳۳    | ۲۴۷ پ.م – ۲۲۴           | دودمان اشکانی                        | ۴۷۱ سال          |
| ۳۴    | ۱۱۵۴ – ۱۶۲۴             | دودمان نبهانی                        | ۴۷۰ سال          |
| ۳۵    | ۸۵۸ – ۱۳۰۱              | دودمان آرپاد                         | ۴۴۳ سال          |
| ۳۶    | ۲۲۴ – ۶۵۱               | دودمان ساسانی                        | ۴۲۷ سال          |
| ۳۷    | ۲۰۲ پ.م – ۲۲۰           | دودمان هان                           | ۴۲۲ سال          |
| ۳۸    | ۹۶۰ – ۱۳۷۰              | دودمان پیاست                         | ۴۱۰ سال          |
| ۳۹    | ۷۳۰ – ۳۳۰ پ.م           | خاندان هخامنشی                       | ۴۰۰ سال          |